# Ahmad Bourghani
Pour les articles homonymes, voir Farahani.
Ahmad Bourghani Farahani (en persan: احمد بورقانی فراهانی; 2 janvier 1960, Téhéran - 2 février 2008, Téhéran) est un homme politique iranien réformateur, journaliste, écrivain et analyste politique.

## Biographie
Bourghani fut ministre de la culture de l'Iran dans le cabinet du président Mohammad Khatami. Il fut également à la tête de l'IRNA aux Nations unies ainsi qu'un membre du parlement iranien.
Bourghani est diplômé de géographie de l'université Shahid-Beheshti de Téhéran. Il débuta une formation en journalisme après la Révolution iranienne.  Pendant la Guerre Iran-Irak, il supervisa la Presse d'Information de Guerre et fut le directeur des nouvelles à l'IRNA.  De 1990 à 1993, il fut posté à New York comme correspondant à l'ONU pour le compte de l'IRNA.  Dès son retour, il participa à l'établissement des hebdomadaires Bahar, Barharan et Envoy, bien que leur existence fût de courte durée.
Pendant son court mandat en tant que sous-ministre de la Culture, Ahmad Bourghani supervisa la délivrance de centaines de permis de presse ce qui entraîna l'apparition d'une presse iranienne indépendante pour la première fois depuis 1979. Il eut un rôle significatif pour le développement du journalisme iranien dans la période suivant la révolution. Après des premières attaques contre la presse réformiste, les conservateurs ont essayé de détruire la presse réformiste en faisant reprendre du service à la Cour de la Presse.  Boughani se tint debout en cour afin de défendre la liberté de la presse devant le nouveau juge Saeed Mortazavi. Mortazavi, le neveu de l'Ayatollah Yazdi, tentait de forcer Bourghani et le gouvernement de Khatami à fermer le journal Jame'eh, mais lorsque Bourghani refusa, il ordonna lui-même que l'on fermât le journal.
Après la fermeture de Jame'eh et Tous à l'hiver 1998, une seconde vague de quotidiens indépendants fit son apparition. Ces journaux révélèrent la participation d'agents du Ministère du Renseignement dans les assassinats politiques d'intellectuels réformistes et activistes à la fin de la même année.
Bourghani, choisi par Khatami pour diriger la campagne de libéralisation de la sphère publique, démissionna en février 1999, frustré par l'intransigeance de la Commission pour la Supervision de la Presse (un comité conjoint formé de représentants des trois branches du gouvernement et de la presse qui passe en revue les demandes du milieu journalistique et détermine qui peut ou ne peut pas publier), et consterné par le soutien mitigé de la part de son propre ministre, Ata'ollah Mohajerani (en), qui a survécu de justesse à une motion de destitution parlementaire en mai pour "laxisme culturel".
Deux ans plus tard, il fut élu comme représentant de Téhéran au Majlis d'Iran, le Parlement Iranien.  En tant que membre du Parlement, il poursuivit son objectif pour la liberté de la presse dans son pays et fut l'une des personnes clés dans le débat sur la réforme des lois sur la presse.  Peu après, l'ayatollah Ali Khamenei envoya une lettre au Parlement demandant que le débat cesse.
Ahmad Bourghani fut également le président du Groupe Parlementaire de Coopération entre l'Italie et son pays. Il fut aussi l'organisateur de la conférence internationale de Téhéran en 2007 intitulée "L'Iran, cent ans après la révolution constitutionnelle".
Bourghani décède à l'hôpital de Téhéran des suites d'une crise cardiaque à 48 ans en 2008.